# 윈저 맥케이

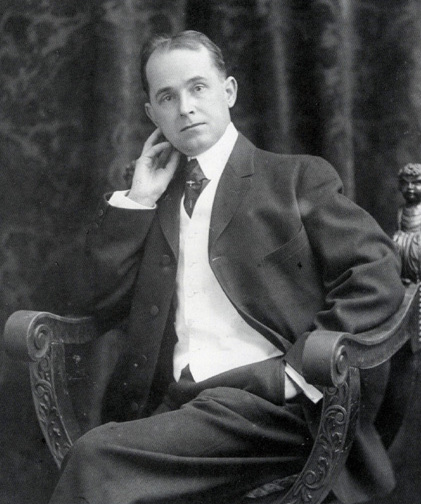
1906년 모습

윈저 맥케이(Winsor McCay, 본명: Zenas Winsor McCay, c. 1866–1871 – 1934년 7월 26일)는 미국의 만화가이자 애니메이터였다. 연재 만화 리틀 네모(Little Nemo, 1905~14, 1924~26)와 애니메이션 영화 공룡 거티(1914)로 가장 잘 알려져 있다. 계약상 이유로 그는 연재 만화 레어비트 악마의 꿈(Dream of the Rarebit Fiend)에서 실라스(Silas)라는 필명으로 작업했다.
맥케이는 어릴 때부터 빠르고 다작이며 기술적으로 능숙한 예술가였다. 그는 포스터를 만들고 박물관에서 공연하는 전문 경력을 시작했으며 1898년에는 신문과 잡지에 그림을 그리기 시작했다. 1903년에 그는 뉴욕 헤럴드에 합류하여 리틀 새미 스니즈(Little Sammy Sneeze) 및 레어비트 악마의 꿈(Dream of the Rarebit Fiend)과 같은 인기 연재 만화를 만들었다. 1905년에 그의 시그니처 스트립인 Little Nemo in Slumberland가 데뷔했다. 이 스트립은 어린 소년과 그의 모험적인 꿈에 관한 아르누보 스타일의 판타지 스트립이었다. 이 스트립은 맥케이의 강력한 그래픽 감각과 색상 및 선형 관점에 대한 숙달을 보여주었다. 맥케이는 만화 페이지의 형식적 요소를 실험하여 패널을 배열하고 크기를 조정하여 영향력을 높이고 내러티브를 강화했다. 맥케이는 또한 수많은 상세한 편집 만화를 제작했으며 보드빌 서킷에서 초크 토크의 인기 연기자였다.
맥케이는 초기 애니메이션의 선구자였다. 1911년부터 1921년 사이에 그는 자체 자금을 조달하여 10편의 영화를 애니메이션화했는데, 그 중 일부는 단편으로만 남아 있다. 처음 세 명은 그의 보드빌 행위에 참여했다. 공룡 거티는 맥케이가 훈련된 공룡에게 명령을 내리는 것처럼 보이는 대화형 루틴이었다. 맥케이와 그의 조수들은 1915년 RMS 루시타니아의 독일 어뢰를 애국적으로 재현한 그의 가장 야심찬 영화인 루시타니아 호의 침몰(1918)를 22개월 동안 작업했다. 루시타니아호의 침몰은 이전 영화만큼 상업적인 성공을 거두지 못했고 맥케이의 이후 영화는 거의 관심을 끌지 못했다. 그의 애니메이션, 보드빌, 연재 만화 작업은 1911년부터 그의 고용주였던 신문계의 거물 윌리엄 랜돌프 허스트가 맥케이가 편집 삽화에 자신의 에너지를 쏟을 것을 기대함에 따라 점차 축소되었다.
그의 그림에서 맥케이는 특히 상세한 건축물과 도시 경관에서 선형 원근법을 대담하고 놀랍게 사용했다. 그는 자신의 편집 만화에 섬세한 해칭을 풍부하게 적용하고 색상을 리틀 네모의 중심 요소로 만들었다. 그의 만화 작품은 여러 세대의 만화가와 일러스트레이터에게 영향을 미쳤다. 자연주의, 부드러움, 규모 등 맥케이 애니메이션의 기술적 수준은 1920년대 후반 플라이셔 스튜디오(Fleischer Studios)의 작업이 시작되고 1930년대 월트 디즈니의 장편 영화가 뒤따르기 전까지는 타의 추종을 불허했다. 그는 등록 표시 사용, 사이클링 및 표준이 될 기타 애니메이션 기술을 개척했다.